# Lilltjärnen (Nyhems socken, Jämtland, 697546-149466)
Lilltjärnen är en sjö i Bräcke kommun i Jämtland och ingår i Ljungans huvudavrinningsområde.